# Chlorotalpa
Chlorotalpa là một chi động vật có vú trong họ Chrysochloridae, bộ Afrosoricida. Chi này được Roberts miêu tả năm 1924. Loài điển hình của chi này là Chrysochloris duthieae Broom, 1907.

## Các loài
Chi này gồm các loài: